# Nana Ofori-Twumasi
Seth Nana Ofori-Twumasi, más conocido como Nana Ofori-Twumasi (Acra, Ghana, 15 de mayo de 1990), es un futbolista ghanés, aunque nacionalizado inglés. Se desempeña como defensa y actualmente milita en el Northampton Town de la Football League Two de Inglaterra. Su hermano menor, Jeffrey Twumasi, juega como centrocampista en el Hayes & Yeading United de la Conference National de Inglaterra.

## Infancia
Nana nació en Ghana y arribó a Londres a los 9 años de edad, donde creció al oeste de la ciudad.

## Trayectoria
Nana logró unirse a la Academia del Chelsea Football Club en el 2001 gracias a Carlton Cole. Nana se desempeñó como extremo por derecha durante su período con el equipo Sub-16 y con el equipo juvenil, pero más tarde se desempeñaría como lateral derecho y ocasionalmente como defensa central. Nana fue abriéndose paso a través de las diferentes categorías juveniles del club, disputando 5 partidos con el equipo juvenil en la temporada 2005-06, mientras que en la temporada 2006-07, Nana logró afianzarse en el equipo, disputando 22 partidos y anotando un gol. Luego, en la temporada 2007-08, Nana logró disputar 21 partidos y anotar un gol. También logró debutar con el equipo de reservas, con el cual disputó 18 partidos, logrando convertirse en titular. Sin embargo, durante la temporada 2008-09, Nana pudo disputar solamente 16 partidos con las reservas, dos menos que en la temporada anterior.
Para la temporada 2009-10, Nana solamente estuvo presente en 10 partidos, ya que fue cedido en préstamo al Dagenham & Redbridge de la Football League Two durante un mes el 12 de noviembre de 2009, debutando con este equipo un días después en la victoria por 1-0 sobre el Accrington Stanley El 1 de diciembre de 2009, Nana anotaría su primer gol con el Dagenham en la derrota por 5-2 frente al Aldershot Town, mientras que su segundo gol sería el 12 de diciembre en la victoria por 3-1 ante el Bury FC. Nana tuvo un desempeño tal que su préstamo fue extendido hasta el 9 de enero de 2010. Nana pudo disputar 8 partidos y anotar 2 goles durante su estancia con el Dagenham antes de regresar al Chelsea.
El 1 de julio de 2010, Nana fue contratado por el Peterborough United, firmando un contrato de 3 años. Su debut con el Peterborough sería el 7 de agosto de 2010 en la victoria por 3-0 sobre el Bristol Rovers pero, a pesar de haber disputado 16 partidos con el Peterborough durante la temporada 2010-11, fue cedido al Northampton Town de la Football League Two hasta el final de la temporada, debutando al día siguiente en la derrota por 2-1 frente al Chesterfield FC. Luego de haber disputado 11 partidos durante su préstamo, el Northampton hizo válida la opción de compra, contratando a Nana durante 2 años.

## Selección nacional
A pesar de haber nacido en Ghana, Nana ha sido internacional con las Selección de Inglaterra Sub-16, Sub-17, Sub-18 y Sub-20. Antes de que la Sub-20 disputara un encuentro amistoso ante la Selección de Ghana, Nana declaró que no tenía dudas sobre su lealtad:

"El juego va a ser emocionante, pero ahora soy inglés y es por quien quiero jugar, así que no habrá amor perdido entre los dos."

## Clubes
| Club                 | País       | Año             |
| -------------------- | ---------- | --------------- |
| Chelsea FC           | Inglaterra | 2001 - 2009     |
| Dagenham & Redbridge | Inglaterra | 2009 - 2010     |
| Peterborough United  | Inglaterra | 2010 - 2011     |
| Northampton Town     | Inglaterra | 2011 - Presente |